# Hydrocotyle benguetensis
Hydrocotyle benguetensis là một loài thực vật có hoa trong Họ Cuồng. Loài này được Elmer mô tả khoa học đầu tiên năm 1909.